# Cesar Millan
César Millán (Culiacán, 27 augustus 1969) is een Mexicaans-Amerikaans hondentrainer, die het gedrag van honden en vooral van hun baasje(s) probeert aan te passen. In de praktijk blijkt de eigenaar van de hond meestal de oorzaak van de problemen met de hond. Millan is vooral bekend vanwege zijn programma op National Geographic Channel: The Dog Whisperer en zijn boek: Cesar's Way: The Natural, Everyday Guide to Understanding and Correcting Common Dog Problems.

## Levensloop
César Millán is geboren en opgegroeid in Mexico. Hij stond dicht bij de natuur en heeft naar eigen zeggen in die periode de taal van de honden geleerd. Toen hij 13 jaar was stond hij in zijn omgeving al bekend als "El Perrero", Spaans voor "de hondenjongen". Deze naam heeft een negatieve lading, iemand wordt zo genoemd als hij altijd bij honden is en naar ze ruikt. Als jongvolwassene ging hij illegaal naar de Verenigde Staten en is daar, zonder een woord Engels te spreken, begonnen in een hondentrimsalon. Al snel stond hij bekend als the Mexican guy who can walk a pack of Rottweilers (de Mexicaanse jongen die een roedel rottweilers kan uitlaten). Later hielp hij Jada Pinkett Smith, de vrouw van Will Smith, met het rehabiliteren van haar hond en zij betaalde ook zijn lessen Engels. Zijn droom om beste hondentrainer ter wereld te worden liet hij varen en zijn doel werd mensen via honden weer een verbintenis met de natuur aan te laten gaan. Op een oude parkeerplaats in Los Angeles-South Central begon hij het "Dog Psychology Centre" (DPC). Dit werd de thuisbasis van zijn roedel en hier kon hij door middel van "The Power of the Pack" (de kracht van het roedel) honden met problemen rehabiliteren. Tegenwoordig heeft hij een nieuw DPC in de Santa Clarita Valley, Californië. Dit is een groot gebied van 16 hectare dat helemaal in het teken staat van de natuurlijke leefomgeving van de hond.

## Familie
Naar eigen zeggen heeft Cesar Millan zijn succes vooral te danken aan zijn grootvader, die hem altijd heeft geleerd verbonden te blijven met Moeder Natuur. Cesar heeft twee kinderen, van wie er één een eigen televisieserie heeft: The Puppy Whisperer. Deze serie staat vooral in het teken van het voorkomen van problemen bij honden. In 2010, vlak na het overlijden van zijn lievelingshond 'Daddy' en de aankondiging van zijn echtgenote Ilusión dat zij van hem wilde scheiden, deed Millan een zelfmoordpoging.

## Methode
Uniek aan zijn manier van werken is de "Power of the Pack"-methode. De meeste hondenpsychologen werken met één hond tegelijk, maar Cesar werkt vaak met een roedel. Hij beschouwt de eigenaar(s)/het gezin én de hond(en) als één roedel, of gebruikt zijn roedel om de hond(en) te socialiseren. Zijn roedel kan uit 5 honden bestaan, maar ook uit veel meer honden. 
In het wild hangt het overleven van een hond af van een sterk, stabiel en georganiseerd roedel, waar de roedelleden hun plek weten en de regels volgen die gevormd zijn door de roedelleider. Het roedelinstinct is waarschijnlijk de grootste natuurlijke motivator voor een hond. Cesar Millan leert mensen hoe ze een goede roedelleider kunnen worden. Volgens hem liggen problemen met honden vaak aan de eigenaar van de honden. Als het probleem van de eigenaar is opgelost (men wordt een echte roedelleider) dan zal de hond hierdoor van zijn problemen afkomen. De roedelleider is namelijk het voorbeeld voor alle andere roedelleden. Hij definieert een echte roedelleider als iemand die 'kalm en assertief' is en dit ook uitstraalt. Honden kijken namelijk niet naar wat je bent, of wat je hebt bereikt, maar puur naar de 'energie' die iemand uitstraalt naar de lichaamstaal, die meestal samenhangt met die 'energie'.
Bij huisbezoeken neemt Millan vaak een stabiele hond mee, meestal de pitbull "Junior"(overleden 2021) en voorheen de grote pitbull "Daddy" (overleden 2010), de hond die oorspronkelijk van rapper Redman was en in de studio gevreesd werd, tot Millan de hond overnam. Soms neemt Millan een of meerdere honden die in (gevorderde) rehabilitatie zijn mee bij thuisbezoeken. Bij rehabilitatie in het "dog psychology center" is het vaak de roedel honden van Millan die een groot aandeel heeft in de rehabilitatie van de hond, naast de training van Millan of een van zijn medewerkers zelf.
Cesar zet zich speciaal in om de negatieve reputatie van Pitbulls te bestrijden. Hij heeft diverse agressieve pitbulls, zelfs ex-vechthonden, "heropgevoed", waaronder Daddy. Ook voor dit "ras" geldt dat je ze van begin af aan goed moet opvoeden, maar dat veel mensen dat niet weten, met alle gevolgen van dien.

## Televisie
De serie The Dog Whisperer: with Cesar Millan ,The Leader of the Pack (waarin Millan opereert vanuit zijn DPC in Spanje) en Cesar to the Rescue worden via National Geographic Channel uitgezonden. De waarde van zijn imperium (boeken, dvd's en andere producten) wordt geschat op 100 miljoen dollar.

## Prijzen en nominaties
- In 2005 ontving Millan een prijs van de Humane Society of the United States Genesis Award Committee voor zijn werk in het rehabiliteren van dieren.
- In 2006, 2007 en 2009 werd Millans televisieprogramma Dog Whisperer with Cesar Millan genomineerd voor een Emmy Award voor "Outstanding Reality Program".
- In 2006 werd aan Millan en zijn echtgenote Ilusión het erelidmaatschap van de International Association of Canine Professionals (IACP) toegekend.
- In 2007 ontving Millan de Michael Landon Award for Inspiration to Youth Through Television.[4]
- In 2008 kreeg Millan erkenning als Treasure of Los Angeles wegens zijn verdiensten voor die stad.
- In 2008 won het televisieprogramma Dog Whisperer with Cesar Millan de prijs voor TV Best Variety or Reality Show tijdens de 23e Annual Imagen Awards.
- In 2010 won het televisieprogramma Dog Whisperer with Cesar Millan de People's Choice Award voor "Favorite Animal Show".

### Boeken
- Cesar's Way: The Natural, Everyday Guide to Understanding and Correcting Common Dog Problems, Cesar Millan, Melissa Jo Peltier, 2006.
- Be the Pack Leader: Use Cesar's Way to Transform Your Dog ... and Your Life, Cesar Millan, Melissa Jo Peltier, 2007.
- A Member of the Family: Cesar Millan's Guide to a Lifetime of Fulfillment with Your Dog, Cesar Millan, Melissa Jo Peltier,
- How to Raise the Perfect Dog: Through Puppyhood and Beyond, Cesar Millan, Melissa Jo Peltier, 2009.
- Cesar's Rules: Your Way to Train a Well-Behaved Dog, Cesar Millan, Melissa Jo Peltier, 2010.
- How to Raise the Perfect Dog (Cesar's aanpak voor puppy's, Cesar Millan, (Melissa Jo Peltier), 2012.
- Cesar Millan's Lessons from the Pack. Cesar Millan, 9 maart 2017, ISBN 142621619X, 9781426216190